# Europese kampioenschappen schoonspringen
De Europese kampioenschappen schoonspringen is een zwemsportevenement georganiseerd door de Europese zwembond European Aquatics. In de meeste jaren zijn de Europese kampioenschappen schoonspringen geïntegreerd in de Europese kampioenschappen zwemsporten, in 2009, 2011, 2013, 2015, 2017 en 2019 werd er een apart toernooi voor het schoonspringen georganiseerd. Op het programma staan voor zowel mannen als vrouwen de 1 m plank, 3 m plank, 10 m toren, 3 m plank synchroon en de 10 m toren synchroon. Daarnaast wordt een gemengde landenwedstrijd, een gemengde 3 m plank synchroon en een gemengde 10 m plank synchroon georganiseerd.

## Edities
| 1926 | Boedapest   | 18-22 augustus          | 2  |     |    |                                |                     |                     |                     |
| 1927 | Bologna     | 31 augustus-4 september | 4  |     |    |                                |                     |                     |                     |
| 1931 | Parijs      | 23-30 augustus          | 4  |     |    |                                |                     |                     |                     |
| 1934 | Maagdenburg | 12-19 augustus          | 4  |     |    |                                |                     |                     |                     |
| 1938 | Londen      | 6-13 augustus           | 4  |     |    |                                |                     |                     |                     |
| 1947 | Monte Carlo | 10-14 september         | 4  |     |    |                                |                     |                     |                     |
| 1950 | Wenen       | 20-27 augustus          | 4  |     |    |                                |                     |                     |                     |
| 1954 | Turijn      | 31 augustus-5 september | 4  |     |    |                                |                     |                     |                     |
| 1958 | Boedapest   | 31 augustus-6 september | 4  |     |    |                                |                     |                     |                     |
| 1962 | Leipzig     | 18-25 augustus          | 4  |     |    |                                |                     |                     |                     |
| 1966 | Utrecht     | 20-27 augustus          | 4  |     |    | Sovjet-Unie                    |                     |                     |                     |
| 1970 | Barcelona   | 5-13 september          | 4  |     |    | Duitse Democratische Republiek |                     |                     |                     |
| 1974 | Wenen       | 18-25 augustus          | 4  |     |    | Sovjet-Unie                    |                     |                     |                     |
| 1977 | Jönköping   | 14-21 augustus          | 4  |     |    | Sovjet-Unie                    |                     |                     |                     |
| 1981 | Split       | 4-12 september          | 4  |     |    | Sovjet-Unie                    |                     |                     |                     |
| 1983 | Rome        | 22-27 augustus          | 4  |     |    | Sovjet-Unie                    |                     |                     |                     |
| 1985 | Sofia       | 4-11 augustus           | 4  |     |    | Sovjet-Unie                    |                     |                     |                     |
| 1987 | Straatsburg | 16-23 augustus          | 4  |     |    | Sovjet-Unie                    |                     |                     |                     |
| 1989 | Bonn        | 15-20 augustus          | 6  |     |    | Sovjet-Unie                    |                     |                     |                     |
| 1991 | Athene      | 18-25 augustus          | 6  |     |    | Sovjet-Unie                    |                     |                     |                     |
| 1993 | Sheffield   | 3-8 augustus            | 6  |     |    | Duitsland                      |                     |                     |                     |
| 1995 | Wenen       | 22-27 augustus          | 6  |     |    | Rusland Duitsland              |                     |                     |                     |
| 1997 | Sevilla     | 19-24 augustus          | 10 |     |    | Duitsland                      |                     |                     |                     |
| 1999 | Istanboel   | 26 juli-1 augustus      | 10 |     |    | Duitsland                      |                     |                     |                     |
| 2000 | Helsinki    | 3-9 juli                | 10 |     |    | Rusland                        |                     |                     |                     |
| 2002 | Berlijn     | 29 juli-4 augustus      | 10 |     |    | Duitsland                      |                     |                     |                     |
| 2004 | Madrid      | 5-16 mei                | 10 |     |    | Duitsland                      | Duitsland           | Rusland             | Oekraïne            |
| 2006 | Boedapest   | 26 juli-6 augustus      | 10 |     |    | Rusland                        | Rusland             | Duitsland           | Zweden              |
| 2008 | Eindhoven   | 13-24 maart             | 10 |     |    | ?                              | Rusland             | Duitsland           | Oekraïne            |
| 2009 | Turijn      | 1-5 april               | 11 | 104 | 20 | Rusland                        | Rusland             | Italië              | Oekraïne            |
| 2010 | Boedapest   | 4-15 augustus           | 11 |     |    | Duitsland                      | Duitsland           | Oekraïne            | Italië              |
| 2011 | Turijn      | 8-13 maart              | 11 | 105 | 22 | Rusland                        | Rusland             | Duitsland           | Italië              |
| 2012 | Eindhoven   | 15-27 mei               | 11 | 113 | 23 | -                              | Oekraïne            | Frankrijk           | Zweden              |
| 2013 | Rostock     | 18-23 juni              | 11 | 100 | 19 | Rusland                        | Oekraïne            | Rusland             | Duitsland           |
| 2014 | Berlijn     | 13-24 augustus          | 11 |     |    |                                | Rusland             | Duitsland           | Italië              |
| 2015 | Rostock     | 9-14 juni               | 11 | 104 | 19 | Rusland                        | Rusland             | Italië              | Duitsland           |
| 2016 | Londen      | 9-22 mei                | 13 | 114 | 23 |                                | Verenigd Koninkrijk | Italië              | Oekraïne            |
| 2017 | Kiev        | 12-18 juni              | 13 | 128 | 23 | Oekraïne                       | Rusland             | Oekraïne            | Verenigd Koninkrijk |
| 2018 | Glasgow     | 2-12 augustus           | 13 | 111 | 23 |                                | Rusland             | Verenigd Koninkrijk | Duitsland           |
| 2019 | Kiev        | 5-11 augustus           | 13 | 126 | 23 | Rusland                        | Rusland             | Oekraïne            | Duitsland           |
| 2020 | Boedapest   | 10-23 mei 2021          | 13 |     |    | Rusland                        | Rusland             | Duitsland           | Italië              |

## Mannen

### Eenmeterplank
| Jaar | Plaats    | Goud               | Zilver              | Brons               |
| 1989 | Bonn      |                    |                     |                     |
| 1991 | Athene    |                    |                     |                     |
| 1993 | Sheffield |                    |                     |                     |
| 1995 | Wenen     |                    |                     |                     |
| 1997 | Sevilla   |                    |                     |                     |
| 1999 | Istanboel |                    |                     |                     |
| 2000 | Helsinki  |                    |                     |                     |
| 2002 | Berlijn   |                    |                     |                     |
| 2004 | Madrid    | Joona Puhakka      | Nicola Marconi      | Tobias Schellenberg |
| 2006 | Boedapest | Joona Puhakka      | Alexander Dobroskok | Christopher Sacchin |
| 2008 | Eindhoven | Illja Kvasja       | Joona Puhakka       | Christopher Sacchin |
| 2009 | Turijn    | Illja Kvasja       | Christopher Sacchin | Pavlo Rozenberg     |
| 2010 | Boedapest | Illja Kvasja       | Patrick Hausding    | Javier Illana       |
| 2011 | Turijn    | Jevgeni Koeznetsov | Illja Kvasja        | Matthieu Rosset     |
| 2012 | Eindhoven | Illja Kvasja       | Jevgeni Koeznetsov  | Matthieu Rosset     |
| 2013 | Rostock   | Illja Kvasja       | Martin Wolfram      | Oliver Homuth       |
| 2014 | Berlijn   | Patrick Hausding   | Jevgeni Koeznetsov  | Mathieu Rosset      |
| 2015 | Rostock   | Matthieu Rosset    | Evgenii Novoselov   | Oleg Kolodiy        |
| 2016 | Londen    | Illja Kvasja       | Giovanni Tocci      | Constantin Blaha    |
| 2017 | Kiev      | Illja Kvasja       | Patrick Hausding    | Mathieu Rosset      |
| 2018 | Glasgow   | Jack Laugher       | Giovanni Tocci      | James Heatly        |
| 2019 | Kiev      | Patrick Hausding   | Oleh Kolodiy        | Lorenzo Marsaglia   |
| 2020 | Boedapest | Patrick Hausding   | Jack Laugher        | Giovanni Tocci      |

| Medaillespiegel Eemeterplank mannen | Medaillespiegel Eemeterplank mannen | Medaillespiegel Eemeterplank mannen | Medaillespiegel Eemeterplank mannen | Medaillespiegel Eemeterplank mannen | Medaillespiegel Eemeterplank mannen |
| #                                   | Land                                | Goud                                | Zilver                              | Brons                               | Totaal                              |
| ----------------------------------- | ----------------------------------- | ----------------------------------- | ----------------------------------- | ----------------------------------- | ----------------------------------- |
| 1                                   |                                     |                                     |                                     |                                     |                                     |
| 2                                   |                                     |                                     |                                     |                                     |                                     |
| 3                                   |                                     |                                     |                                     |                                     |                                     |
| 4                                   |                                     |                                     |                                     |                                     |                                     |
| 5                                   |                                     |                                     |                                     |                                     |                                     |
| 6                                   |                                     |                                     |                                     |                                     |                                     |
|                                     |                                     |                                     |                                     |                                     |                                     |
| 8                                   |                                     |                                     |                                     |                                     |                                     |
| 9                                   |                                     |                                     |                                     |                                     |                                     |
| 10                                  |                                     |                                     |                                     |                                     |                                     |
| 11                                  |                                     |                                     |                                     |                                     |                                     |
|                                     |                                     |                                     |                                     |                                     |                                     |
|                                     |                                     |                                     |                                     |                                     |                                     |
| Totaal                              |                                     |                                     |                                     |                                     |                                     |

### Driemeterplank
| Jaar | Plaats    | Goud                | Zilver              | Brons              |
| 1989 | Bonn      |                     |                     |                    |
| 1991 | Athene    |                     |                     |                    |
| 1993 | Sheffield |                     |                     |                    |
| 1995 | Wenen     |                     |                     |                    |
| 1997 | Sevilla   |                     |                     |                    |
| 1999 | Istanboel |                     |                     |                    |
| 2000 | Helsinki  |                     |                     |                    |
| 2002 | Berlijn   |                     |                     |                    |
| 2004 | Madrid    | Andreas Wels        | Joona Puhakka       | Vassiliy Lisovskiy |
| 2006 | Boedapest | Dmitri Saoetin      | Aleksandr Dobroskok | Joona Puhakka      |
| 2008 | Eindhoven | Dmitri Saoetin      | Illja Kvasja        | Joona Puhakka      |
| 2009 | Turijn    | Aleksandr Dobroskok | Illja Kvasja        | Michele Benedetti  |
| 2010 | Boedapest | Patrick Hausding    | Ilja Zacharov       | Jevgeni Koeznetsov |
| 2011 | Turijn    | Patrick Hausding    | Ilja Zacharov       | Jevgeni Koeznetsov |
| 2012 | Eindhoven | Matthieu Rosset     | Patrick Hausding    | Ilja Zacharov      |
| 2013 | Rostock   | Ilja Zacharov       | Jevgeni Koeznetsov  | Patrick Hausding   |
| 2014 | Berlijn   | Patrick Hausding    | Ilja Zacharov       | Illja Kvasja       |
| 2015 | Rostock   | Matthieu Rosset     | Jevgeni Koeznetsov  | Ilia Zakharov      |
| 2016 | Londen    | Jevgeni Koeznetsov  | Jack Laugher        | Illja Kvasja       |
| 2017 | Kiev      | Ilja Zacharov       | Illja Kvasja        | Oleg Kolodiy       |
| 2018 | Glasgow   | Jack Laugher        | Ilja Zacharov       | Jevgeni Koeznetsov |
| 2019 | Kiev      | Jevgeni Koeznetsov  | Patrick Hausding    | James Heatly       |
| 2020 | Boedapest | Jevgeni Koeznetsov  | Nikita Sjleicher    | Martin Wolfram     |

| Medaillespiegel Driemeterplank mannen | Medaillespiegel Driemeterplank mannen | Medaillespiegel Driemeterplank mannen | Medaillespiegel Driemeterplank mannen | Medaillespiegel Driemeterplank mannen | Medaillespiegel Driemeterplank mannen |
| #                                     | Land                                  | Goud                                  | Zilver                                | Brons                                 | Totaal                                |
| ------------------------------------- | ------------------------------------- | ------------------------------------- | ------------------------------------- | ------------------------------------- | ------------------------------------- |
| 1                                     |                                       |                                       |                                       |                                       |                                       |
| 2                                     |                                       |                                       |                                       |                                       |                                       |
| 3                                     |                                       |                                       |                                       |                                       |                                       |
| 4                                     |                                       |                                       |                                       |                                       |                                       |
| 5                                     |                                       |                                       |                                       |                                       |                                       |
| 6                                     |                                       |                                       |                                       |                                       |                                       |
|                                       |                                       |                                       |                                       |                                       |                                       |
| 8                                     |                                       |                                       |                                       |                                       |                                       |
| Totaal                                |                                       |                                       |                                       |                                       |                                       |

### Tienmetertoren
| Jaar | Plaats    | Goud               | Zilver            | Brons                |
| 1989 | Bonn      |                    |                   |                      |
| 1991 | Athene    |                    |                   |                      |
| 1993 | Sheffield |                    |                   |                      |
| 1995 | Wenen     |                    |                   |                      |
| 1997 | Sevilla   |                    |                   |                      |
| 1999 | Istanboel |                    |                   |                      |
| 2000 | Helsinki  |                    |                   |                      |
| 2002 | Berlijn   |                    |                   |                      |
| 2004 | Madrid    | Anton Zakharov     | Heiko Meyer       | Roman Volodkov       |
| 2006 | Boedapest | Gleb Galperin      | Heiko Meyer       | Konstyantyn Milyayev |
| 2008 | Eindhoven | Tom Daley          | Sascha Klein      | Francesco Dell'Uomo  |
| 2009 | Turijn    | Aleksei Kravchenko | Dmitriy Dobroskok | Patrick Hausding     |
| 2010 | Boedapest | Sascha Klein       | Patrick Hausding  | Vadim Kaptoer        |
| 2011 | Turijn    | Sascha Klein       | Patrick Hausding  | Oleksandr Bondar     |
| 2012 | Eindhoven | Tom Daley          | Viktor Minibajev  | Gleb Galperin        |
| 2013 | Rostock   | Oleksandr Bondar   | Patrick Hausding  | Viktor Minibajev     |
| 2014 | Berlijn   | Viktor Minibajev   | Tom Daley         | Sascha Klein         |
| 2015 | Rostock   | Martin Wolfram     | Viktor Minibajev  | Vadim Kaptoer        |
| 2016 | Londen    | Tom Daley          | Viktor Minibajev  | Nikita Shleikher     |
| 2017 | Kiev      | Benjamin Auffret   | Viktor Minibajev  | Matty Lee            |
| 2018 | Glasgow   | Oleksandr Bondar   | Nikita Shleikher  | Benjamin Auffret     |
| 2019 | Kiev      | Oleksiy Sereda     | Benjamin Auffret  | Ruslan Ternovoi      |
| 2020 | Boedapest | Aleksandr Bondar   | Tom Daley         | Viktor Minibajev     |

| Medaillespiegel Tienmetertoren mannen | Medaillespiegel Tienmetertoren mannen | Medaillespiegel Tienmetertoren mannen | Medaillespiegel Tienmetertoren mannen | Medaillespiegel Tienmetertoren mannen | Medaillespiegel Tienmetertoren mannen |
| #                                     | Land                                  | Goud                                  | Zilver                                | Brons                                 | Totaal                                |
| ------------------------------------- | ------------------------------------- | ------------------------------------- | ------------------------------------- | ------------------------------------- | ------------------------------------- |
| 1                                     |                                       |                                       |                                       |                                       |                                       |
| 2                                     |                                       |                                       |                                       |                                       |                                       |
| 3                                     |                                       |                                       |                                       |                                       |                                       |
| 4                                     |                                       |                                       |                                       |                                       |                                       |
| 5                                     |                                       |                                       |                                       |                                       |                                       |
| 6                                     |                                       |                                       |                                       |                                       |                                       |
|                                       |                                       |                                       |                                       |                                       |                                       |
| 8                                     |                                       |                                       |                                       |                                       |                                       |
| 9                                     |                                       |                                       |                                       |                                       |                                       |
| 10                                    |                                       |                                       |                                       |                                       |                                       |
|                                       |                                       |                                       |                                       |                                       |                                       |
|                                       |                                       |                                       |                                       |                                       |                                       |
| 13                                    |                                       |                                       |                                       |                                       |                                       |
| Totaal                                |                                       |                                       |                                       |                                       |                                       |

### Driemeterplank synchroon
| Jaar | Plaats    | Goud                                | Zilver                              | Brons                               |
| 1989 | Bonn      |                                     |                                     |                                     |
| 1991 | Athene    |                                     |                                     |                                     |
| 1993 | Sheffield |                                     |                                     |                                     |
| 1995 | Wenen     |                                     |                                     |                                     |
| 1997 | Sevilla   |                                     |                                     |                                     |
| 1999 | Istanboel |                                     |                                     |                                     |
| 2000 | Helsinki  |                                     |                                     |                                     |
| 2002 | Berlijn   |                                     |                                     |                                     |
| 2004 | Madrid    | Tommaso Marconi Nicola Marconi      | Sergey Anikin Vassiliy Lisovskiy    | Dmytro Lysenko Yuriy Shlyakhov      |
| 2006 | Boedapest | Tobias Schellenberg Andreas Wels    | Dmitri Saoetin Yuriy Kunakov        | Tommaso Marconi Nicola Marconi      |
| 2008 | Eindhoven | Dmitri Saoetin Yuriy Kunakov        | Tobias Schellenberg Andreas Wels    | Dmytro Lysenko Anton Zakharov       |
| 2009 | Turijn    | Oleksiy Pryhorov Illja Kvasja       | Gleb Galperin Ilja Zacharov         | Tommaso Marconi Nicola Marconi      |
| 2010 | Boedapest | Oleksiy Pryhorov Illja Kvasja       | Patrick Hausding Stephan Feck       | Dmitri Saoetin Yuriy Kunakov        |
| 2011 | Turijn    | Jevgeni Koeznetsov Ilja Zacharov    | Patrick Hausding Stephan Feck       | Matthieu Rosset Damien Cely         |
| 2012 | Eindhoven | Jevgeni Koeznetsov Ilja Zacharov    | Patrick Hausding Stephan Feck       | Oleksiy Pryhorov Illja Kvasja       |
| 2013 | Rostock   | Jevgeni Koeznetsov Ilja Zacharov    | Patrick Hausding Stephan Feck       | Oleksandr Gorsjkovozov Oleg Kolodiy |
| 2014 | Berlijn   | Jevgeni Koeznetsov Ilja Zacharov    | Patrick Hausding Stephan Feck       | Oleksandr Gorsjkovozov Illja Kvasja |
| 2015 | Rostock   | Jevgeni Koeznetsov Ilja Zacharov    | Oleksandr Gorsjkovozov Illja Kvasja | Patrick Hausding Stephan Feck       |
| 2016 | Londen    | Jack Laugher Chris Mears            | Jevgeni Koeznetsov Ilja Zacharov    | Oleksandr Gorsjkovozov Illja Kvasja |
| 2017 | Kiev      | Jevgeni Koeznetsov Ilja Zacharov    | Oleg Kolodi Illja Kvasja            | Freddie Woodward James Heatly       |
| 2018 | Glasgow   | Jevgeni Koeznetsov Ilja Zacharov    | Jack Laugher Chris Mears            | Patrick Hausding Lars Rüdiger       |
| 2019 | Kiev      | Jevgeni Koeznetsov Nikita Sjleicher | Patrick Hausding Lars Rüdiger       | Anthony Harding Jordan Houlden      |
| 2020 | Boedapest | Patrick Hausding Lars Rüdiger       | Jevgeni Koeznetsov Nikita Sjleicher | Oleksandr Gorsjkovozov Oleg Kolodi  |

| Medaillespiegel Driemeterplank synchroon mannen | Medaillespiegel Driemeterplank synchroon mannen | Medaillespiegel Driemeterplank synchroon mannen | Medaillespiegel Driemeterplank synchroon mannen | Medaillespiegel Driemeterplank synchroon mannen | Medaillespiegel Driemeterplank synchroon mannen |
| #                                               | Land                                            | Goud                                            | Zilver                                          | Brons                                           | Totaal                                          |
| ----------------------------------------------- | ----------------------------------------------- | ----------------------------------------------- | ----------------------------------------------- | ----------------------------------------------- | ----------------------------------------------- |
| 1                                               |                                                 |                                                 |                                                 |                                                 |                                                 |
| 2                                               |                                                 |                                                 |                                                 |                                                 |                                                 |
| 3                                               |                                                 |                                                 |                                                 |                                                 |                                                 |
| 4                                               |                                                 |                                                 |                                                 |                                                 |                                                 |
| 5                                               |                                                 |                                                 |                                                 |                                                 |                                                 |
| 6                                               |                                                 |                                                 |                                                 |                                                 |                                                 |
|                                                 |                                                 |                                                 |                                                 |                                                 |                                                 |
| 8                                               |                                                 |                                                 |                                                 |                                                 |                                                 |
| Totaal                                          |                                                 |                                                 |                                                 |                                                 |                                                 |

### Tienmetertoren synchroon
| Jaar | Plaats    | Goud                                 | Zilver                                                  | Brons                                    |
| 1989 | Bonn      |                                      |                                                         |                                          |
| 1991 | Athene    |                                      |                                                         |                                          |
| 1993 | Sheffield |                                      |                                                         |                                          |
| 1995 | Wenen     |                                      |                                                         |                                          |
| 1997 | Sevilla   |                                      |                                                         |                                          |
| 1999 | Istanboel |                                      |                                                         |                                          |
| 2000 | Helsinki  |                                      |                                                         |                                          |
| 2002 | Berlijn   |                                      |                                                         |                                          |
| 2004 | Madrid    | Anton Zakharov Roman Volodkov        | Tony Adam Heiko Meyer Oleg Vikulov Konstantin Khanbekov |                                          |
| 2006 | Boedapest | Dmitry Dobroskok Gleb Galperin       | Sascha Klein Heiko Meyer                                | Michele Benedetti Francesco Dell'Uomo    |
| 2008 | Eindhoven | Sascha Klein Patrick Hausding        | Vadim Kaptoer Aliaksandr Varlamau                       | Oleg Vikulov Konstantin Khanbekov        |
| 2009 | Turijn    | Sascha Klein Patrick Hausding        | Oleg Vikulov Aleksei Kravchenko                         | Oleksandr Gorsjkovozov Oleksandr Bondar  |
| 2010 | Boedapest | Sascha Klein Patrick Hausding        | Ilja Zacharov Viktor Minibaev                           | Vadim Kaptoer Timofei Hordeichik         |
| 2011 | Turijn    | Sascha Klein Patrick Hausding        | Oleksandr Gorsjkovozov Oleksandr Bondar                 | Ilja Zacharov Viktor Minibaev            |
| 2012 | Eindhoven | Sascha Klein Patrick Hausding        | Ilja Zacharov Viktor Minibaev                           | Oleksandr Gorsjkovozov Oleksandr Bondar  |
| 2013 | Rostock   | Sascha Klein Patrick Hausding        | Artem Chesakov Viktor Minibaev                          | Oleksandr Gorsjkovozov Dmytro Mezhenskyi |
| 2014 | Berlijn   | Sascha Klein Patrick Hausding        | Vadim Kaptoer Jaoeheni Karalioe                         | Oleksandr Bondar Maksym Dolgov           |
| 2015 | Rostock   | Sascha Klein Patrick Hausding        | Roman Izmailov Viktor Minibaev                          | Oleksandr Gorsjkovozov Maksym Dolgov     |
| 2016 | Londen    | Sascha Klein Patrick Hausding        | Tom Daley Daniel Goodfellow                             | Oleksandr Gorsjkovozov Maksym Dolgov     |
| 2017 | Kiev      | Oleksandr Gorsjkovozov Maksym Dolgov | Aleksandr Belevtsev Nikita Sjleicher                    | Matthew Nixon Noah Williams              |
| 2018 | Glasgow   | Aleksandr Bondar Viktor Minibajev    | Matthew Nixon Noah Williams                             | Vladimir Harutyunyan Lev Sargsyan        |
| 2019 | Kiev      | Aleksandr Belevtsev Nikita Sjleicher | Oleh Serbin Oleksiy Sereda                              | Matthew Nixon Noah Williams              |
| 2020 | Boedapest | Tom Daley Matthew Lee                | Aleksandr Bondar Viktor Minibajev                       | Timo Barthel Patrick Hausding            |

| Medaillespiegel Tienmetertoren synchroon mannen | Medaillespiegel Tienmetertoren synchroon mannen | Medaillespiegel Tienmetertoren synchroon mannen | Medaillespiegel Tienmetertoren synchroon mannen | Medaillespiegel Tienmetertoren synchroon mannen | Medaillespiegel Tienmetertoren synchroon mannen |
| #                                               | Land                                            | Goud                                            | Zilver                                          | Brons                                           | Totaal                                          |
| ----------------------------------------------- | ----------------------------------------------- | ----------------------------------------------- | ----------------------------------------------- | ----------------------------------------------- | ----------------------------------------------- |
| 1                                               |                                                 |                                                 |                                                 |                                                 |                                                 |
| 2                                               |                                                 |                                                 |                                                 |                                                 |                                                 |
| 3                                               |                                                 |                                                 |                                                 |                                                 |                                                 |
| 4                                               |                                                 |                                                 |                                                 |                                                 |                                                 |
| 5                                               |                                                 |                                                 |                                                 |                                                 |                                                 |
| 6                                               |                                                 |                                                 |                                                 |                                                 |                                                 |
|                                                 |                                                 |                                                 |                                                 |                                                 |                                                 |
| 8                                               |                                                 |                                                 |                                                 |                                                 |                                                 |
| 9                                               |                                                 |                                                 |                                                 |                                                 |                                                 |
| 10                                              |                                                 |                                                 |                                                 |                                                 |                                                 |
|                                                 |                                                 |                                                 |                                                 |                                                 |                                                 |
|                                                 |                                                 |                                                 |                                                 |                                                 |                                                 |
| 13                                              |                                                 |                                                 |                                                 |                                                 |                                                 |
| Totaal                                          |                                                 |                                                 |                                                 |                                                 |                                                 |

## Vrouwen

### Eenmeterplank
| Jaar | Plaats    | Goud              | Zilver            | Brons                 |
| 1989 | Bonn      |                   |                   |                       |
| 1991 | Athene    |                   |                   |                       |
| 1993 | Sheffield |                   |                   |                       |
| 1995 | Wenen     |                   |                   |                       |
| 1997 | Sevilla   |                   |                   |                       |
| 1999 | Istanboel |                   |                   |                       |
| 2000 | Helsinki  |                   |                   |                       |
| 2002 | Berlijn   |                   |                   |                       |
| 2004 | Madrid    | Heike Fischer     | Natalya Umyskova  | Tania Cagnotto        |
| 2006 | Boedapest | Anna Lindberg     | Ditte Kotzian     | Maria Marconi         |
| 2008 | Eindhoven | Anna Lindberg     | Nóra Barta        | Katja Dieckow         |
| 2009 | Turijn    | Tania Cagnotto    | Maria Marconi     | Katja Dieckow         |
| 2010 | Boedapest | Tania Cagnotto    | Anna Lindberg     | Anastasia Pozdniakova |
| 2011 | Turijn    | Tania Cagnotto    | Nadezhda Bazhina  | Anna Lindberg         |
| 2012 | Eindhoven | Anna Lindberg     | Tania Cagnotto    | Nadezhda Bazhina      |
| 2013 | Rostock   | Tania Cagnotto    | Nadezhda Bazhina  | Maria Polyakova       |
| 2014 | Berlijn   | Tania Cagnotto    | Kristina Ilinych  | Tina Punzel           |
| 2015 | Rostock   | Tania Cagnotto    | Nadezhda Bazhina  | Olena Fedorova        |
| 2016 | Londen    | Tania Cagnotto    | Elena Bertocchi   | Nadezhda Bazhina      |
| 2017 | Kiev      | Elena Bertocchi   | Nadezhda Bazhina  | Louisa Stawczynski    |
| 2018 | Glasgow   | Maria Poliakova   | Nadezhda Bazhina  | Elena Bertocchi       |
| 2019 | Kiev      | Vitaliia Koroleva | Olena Fedorova    | Kristina Ilinych      |
| 2020 | Boedapest | Elena Bertocchi   | Michelle Heimberg | Chiara Pellacani      |

| Medaillespiegel Eenmeterplank vrouwen | Medaillespiegel Eenmeterplank vrouwen | Medaillespiegel Eenmeterplank vrouwen | Medaillespiegel Eenmeterplank vrouwen | Medaillespiegel Eenmeterplank vrouwen | Medaillespiegel Eenmeterplank vrouwen |
| #                                     | Land                                  | Goud                                  | Zilver                                | Brons                                 | Totaal                                |
| ------------------------------------- | ------------------------------------- | ------------------------------------- | ------------------------------------- | ------------------------------------- | ------------------------------------- |
| 1                                     |                                       |                                       |                                       |                                       |                                       |
| 2                                     |                                       |                                       |                                       |                                       |                                       |
| 3                                     |                                       |                                       |                                       |                                       |                                       |
| 4                                     |                                       |                                       |                                       |                                       |                                       |
|                                       |                                       |                                       |                                       |                                       |                                       |
| 6                                     |                                       |                                       |                                       |                                       |                                       |
| 7                                     |                                       |                                       |                                       |                                       |                                       |
| 8                                     |                                       |                                       |                                       |                                       |                                       |
| 9                                     |                                       |                                       |                                       |                                       |                                       |
| 10                                    |                                       |                                       |                                       |                                       |                                       |
| 11                                    |                                       |                                       |                                       |                                       |                                       |
|                                       |                                       |                                       |                                       |                                       |                                       |
| 12                                    |                                       |                                       |                                       |                                       |                                       |
| Totaal                                |                                       |                                       |                                       |                                       |                                       |

### Driemeterplank
| Jaar | Plaats    | Goud             | Zilver                | Brons               |
| 1989 | Bonn      |                  |                       |                     |
| 1991 | Athene    |                  |                       |                     |
| 1993 | Sheffield |                  |                       |                     |
| 1995 | Wenen     |                  |                       |                     |
| 1997 | Sevilla   |                  |                       |                     |
| 1999 | Istanboel |                  |                       |                     |
| 2000 | Helsinki  |                  |                       |                     |
| 2002 | Berlijn   |                  |                       |                     |
| 2004 | Madrid    | Yuliya Pakhalina | Vera Ilyina           | Olena Fedorova      |
| 2006 | Boedapest | Anna Lindberg    | Ditte Kotzian         | Nóra Barta          |
| 2008 | Eindhoven | Yuliya Pakhalina | Katja Dieckow         | Olena Fedorova      |
| 2009 | Turijn    | Tania Cagnotto   | Olena Fedorova        | Katja Dieckow       |
| 2010 | Boedapest | Nadezhda Bazhina | Anastasia Pozdniakova | Nóra Barta          |
| 2011 | Turijn    | Anna Lindberg    | Nadezhda Bazhina      | Tania Cagnotto      |
| 2012 | Eindhoven | Anna Lindberg    | Uschi Freitag         | Olena Fedorova      |
| 2013 | Rostock   | Tina Punzel      | Tania Cagnotto        | Nadezhda Bazhina    |
| 2014 | Berlijn   | Nadezhda Bazhina | Tania Cagnotto        | Nora Subschinski    |
| 2015 | Rostock   | Tania Cagnotto   | Kristina Ilinykh      | Tina Punzel         |
| 2016 | Londen    | Tania Cagnotto   | Uschi Freitag         | Grace Reid          |
| 2017 | Kiev      | Hanna Pysmenska  | Michelle Heimberg     | Anastasiia Nedobiga |
| 2018 | Glasgow   | Grace Reid       | Alicia Blagg          | Tina Punzel         |
| 2019 | Kiev      | Inge Jansen      | Kristina Ilinych      | Tina Punzel         |
| 2020 | Boedapest | Tina Punzel      | Chiara Pellacani      | Emma Gullstrand     |

| Medaillespiegel Driemeterplank vrouwen | Medaillespiegel Driemeterplank vrouwen | Medaillespiegel Driemeterplank vrouwen | Medaillespiegel Driemeterplank vrouwen | Medaillespiegel Driemeterplank vrouwen | Medaillespiegel Driemeterplank vrouwen |
| #                                      | Land                                   | Goud                                   | Zilver                                 | Brons                                  | Totaal                                 |
| -------------------------------------- | -------------------------------------- | -------------------------------------- | -------------------------------------- | -------------------------------------- | -------------------------------------- |
| 1                                      |                                        |                                        |                                        |                                        |                                        |
| 2                                      |                                        |                                        |                                        |                                        |                                        |
| 3                                      |                                        |                                        |                                        |                                        |                                        |
| 4                                      |                                        |                                        |                                        |                                        |                                        |
|                                        |                                        |                                        |                                        |                                        |                                        |
| 6                                      |                                        |                                        |                                        |                                        |                                        |
| 7                                      |                                        |                                        |                                        |                                        |                                        |
| 8                                      |                                        |                                        |                                        |                                        |                                        |
| Totaal                                 |                                        |                                        |                                        |                                        |                                        |

### Tienmetertoren
| Jaar | Plaats    | Goud                | Zilver              | Brons                     |
| 1989 | Bonn      |                     |                     |                           |
| 1991 | Athene    |                     |                     |                           |
| 1993 | Sheffield |                     |                     |                           |
| 1995 | Wenen     |                     |                     |                           |
| 1997 | Sevilla   |                     |                     |                           |
| 1999 | Istanboel |                     |                     |                           |
| 2000 | Helsinki  |                     |                     |                           |
| 2002 | Berlijn   |                     |                     |                           |
| 2004 | Madrid    | Tania Cagnotto      | Olena Zhupina       | Valentina Marocchi        |
| 2006 | Boedapest | Joelia Prokoptsjoek | Anja Richter        | Christin Steuer           |
| 2008 | Eindhoven | Tania Cagnotto      | Joelia Prokoptsjoek | Elina Eggers              |
| 2009 | Turijn    | Yulia Koltunova     | Nora Subschinski    | Brooke Graddon            |
| 2010 | Boedapest | Christin Steuer     | Noemi Batki         | Yulia Koltunova           |
| 2011 | Turijn    | Noemi Batki         | Yulia Koltunova     | Maria Kurjo               |
| 2012 | Eindhoven | Joelia Prokoptsjoek | Noemi Batki         | Maria Kurjo               |
| 2013 | Rostock   | Joelia Prokoptsjoek | Yulia Koltunova     | Maria Kurjo               |
| 2014 | Berlijn   | Sarah Barrow        | Noemi Batki         | Joelia Prokoptsjoek       |
| 2015 | Rostock   | Joelia Prokoptsjoek | Laura Marino        | Noemi Batki               |
| 2016 | Londen    | Joelia Prokoptsjoek | Tonia Couch         | Georgia Ward              |
| 2017 | Kiev      | Lois Toulson        | Anna Chuinyshena    | Joelia Timosjinina        |
| 2018 | Glasgow   | Celine van Duijn    | Noemi Batki         | Maria Kurjo               |
| 2019 | Kiev      | Sofiya Lyskun       | Celine van Duijn    | Joelia Timosjinina        |
| 2020 | Boedapest | Anna Konanychina    | Joelia Timosjinina  | Andrea Spendolini-Sirieix |

| Medaillespiegel Tienmetertoren vrouwen | Medaillespiegel Tienmetertoren vrouwen | Medaillespiegel Tienmetertoren vrouwen | Medaillespiegel Tienmetertoren vrouwen | Medaillespiegel Tienmetertoren vrouwen | Medaillespiegel Tienmetertoren vrouwen |
| #                                      | Land                                   | Goud                                   | Zilver                                 | Brons                                  | Totaal                                 |
| -------------------------------------- | -------------------------------------- | -------------------------------------- | -------------------------------------- | -------------------------------------- | -------------------------------------- |
| 1                                      |                                        |                                        |                                        |                                        |                                        |
| 2                                      |                                        |                                        |                                        |                                        |                                        |
| 3                                      |                                        |                                        |                                        |                                        |                                        |
| 4                                      |                                        |                                        |                                        |                                        |                                        |
|                                        |                                        |                                        |                                        |                                        |                                        |
| 6                                      |                                        |                                        |                                        |                                        |                                        |
| 7                                      |                                        |                                        |                                        |                                        |                                        |
| 8                                      |                                        |                                        |                                        |                                        |                                        |
| 9                                      |                                        |                                        |                                        |                                        |                                        |
| 10                                     |                                        |                                        |                                        |                                        |                                        |
| 11                                     |                                        |                                        |                                        |                                        |                                        |
| 12                                     |                                        |                                        |                                        |                                        |                                        |
|                                        |                                        |                                        |                                        |                                        |                                        |
| Totaal                                 |                                        |                                        |                                        |                                        |                                        |

### Driemeterplank synchroon
| Jaar | Plaats    | Goud                                   | Zilver                              | Brons                                    |
| 1989 | Bonn      |                                        |                                     |                                          |
| 1991 | Athene    |                                        |                                     |                                          |
| 1993 | Sheffield |                                        |                                     |                                          |
| 1995 | Wenen     |                                        |                                     |                                          |
| 1997 | Sevilla   |                                        |                                     |                                          |
| 1999 | Istanboel |                                        |                                     |                                          |
| 2000 | Helsinki  |                                        |                                     |                                          |
| 2002 | Berlijn   |                                        |                                     |                                          |
| 2004 | Madrid    | Vera Ilyina Yuliya Pakhalina           | Conny Schmalfuß Ditte Kotzian       | Olena Fedorova Kristina Ishchenko        |
| 2006 | Boedapest | Nadezhda Bazhina Nataliya Umyskova     | Heike Fischer Ditte Kotzian         | Olena Fedorova Kristina Ishchenko        |
| 2008 | Eindhoven | Anastasia Pozdniakova Yuliya Pakhalina | Heike Fischer Ditte Kotzian         | Olena Fedorova Alevtina Korolyova        |
| 2009 | Turijn    | Tania Cagnotto Francesca Dallapè       | Nora Subschinski Katja Dieckow      | Olena Fedorova Alevtina Korolyova        |
| 2010 | Boedapest | Tania Cagnotto Francesca Dallapè       | Olena Fedorova Hanna Pysmenska      | Anastasia Pozdniakova Svetlana Filippova |
| 2011 | Turijn    | Tania Cagnotto Francesca Dallapè       | Nadezhda Bazhina Svetlana Filippova | Katja Dieckow Uschi Freitag              |
| 2012 | Eindhoven | Tania Cagnotto Francesca Dallapè       | Olena Fedorova Hanna Pysmenska      | Katja Dieckow Uschi Freitag              |
| 2013 | Rostock   | Tania Cagnotto Francesca Dallapè       | Olena Fedorova Hanna Pysmenska      | Alicia Blagg Rebecca Gallantree          |
| 2014 | Berlijn   | Tania Cagnotto Francesca Dallapè       | Nora Subschinski Tina Punzel        | Olena Fedorova Anna Pysmenska            |
| 2015 | Rostock   | Tania Cagnotto Francesca Dallapè       | Nora Subschinski Tina Punzel        | Nadezhda Bazhina Kristina Ilinykh        |
| 2016 | Londen    | Tania Cagnotto Francesca Dallapè       | Alicia Blagg Rebecca Gallantree     | Nadezhda Bazhina Kristina Ilinykh        |
| 2017 | Kiev      | Nadezhda Bazhina Kristina Ilinykh      | Friederike Freyer Tina Punzel       | Inge Jansen Daphne Wils                  |
| 2018 | Glasgow   | Elena Bertocchi Chiara Pellacani       | Lena Hentschel Tina Punzel          | Nadezhda Bazhina Kristina Ilinykh        |
| 2019 | Kiev      | Oeljana Kljoejeva Vitalja Koroleva     | Lena Hentschel Tina Punzel          | Viktoriya Kesar Anna Pysmenska           |
| 2020 | Boedapest | Lena Hentschel Tina Punzel             | Elena Bertocchi Chiara Pellacani    | Oeljana Kljoejeva Vitalja Koroleva       |

| Medaillespiegel Driemeterplank synchroon vrouwen | Medaillespiegel Driemeterplank synchroon vrouwen | Medaillespiegel Driemeterplank synchroon vrouwen | Medaillespiegel Driemeterplank synchroon vrouwen | Medaillespiegel Driemeterplank synchroon vrouwen | Medaillespiegel Driemeterplank synchroon vrouwen |
| #                                                | Land                                             | Goud                                             | Zilver                                           | Brons                                            | Totaal                                           |
| ------------------------------------------------ | ------------------------------------------------ | ------------------------------------------------ | ------------------------------------------------ | ------------------------------------------------ | ------------------------------------------------ |
| 1                                                |                                                  |                                                  |                                                  |                                                  |                                                  |
| 2                                                |                                                  |                                                  |                                                  |                                                  |                                                  |
| 3                                                |                                                  |                                                  |                                                  |                                                  |                                                  |
| 4                                                |                                                  |                                                  |                                                  |                                                  |                                                  |
| 5                                                |                                                  |                                                  |                                                  |                                                  |                                                  |
| 6                                                |                                                  |                                                  |                                                  |                                                  |                                                  |
|                                                  |                                                  |                                                  |                                                  |                                                  |                                                  |
| 8                                                |                                                  |                                                  |                                                  |                                                  |                                                  |
| Totaal                                           |                                                  |                                                  |                                                  |                                                  |                                                  |

### Tienmetertoren synchroon
| Jaar | Plaats    | Goud                                     | Zilver                                  | Brons                                   |
| 1989 | Bonn      |                                          |                                         |                                         |
| 1991 | Athene    |                                          |                                         |                                         |
| 1993 | Sheffield |                                          |                                         |                                         |
| 1995 | Wenen     |                                          |                                         |                                         |
| 1997 | Sevilla   |                                          |                                         |                                         |
| 1999 | Istanboel |                                          |                                         |                                         |
| 2000 | Helsinki  |                                          |                                         |                                         |
| 2002 | Berlijn   |                                          |                                         |                                         |
| 2004 | Madrid    | Nora Subschinski Annett Gamm             | Dolores Saez de Ibarra Leire Santos     | Brenda Spaziani Valentina Marocchi      |
| 2006 | Boedapest | Nora Subschinski Annett Gamm             | Yulia Koltunova Natalia Goncharova      | Kateryna Zhuk Yulia Prokopchuk          |
| 2008 | Eindhoven | Nora Subschinski Annett Gamm             | Alina Chaplenko Yulia Prokopchuk        | Noemi Batki Tania Cagnotto              |
| 2009 | Turijn    | Yulia Koltunova Natalia Goncharova       | Nora Subschinski Josephine Möller       | Helen Galashan Carol Galashan           |
| 2010 | Boedapest | Nora Subschinski Christin Steuer         | Alina Chaplenko Yulia Prokopchuk        | Monique Gladding Megan Sylvester        |
| 2011 | Turijn    | Yulia Koltunova Daria Govor              | Nora Subschinski Christin Steuer        | Alina Chaplenko Yulia Prokopchuk        |
| 2012 | Eindhoven | Tonia Couch Sarah Barrow                 | Viktoriya Potyekhina Yulia Prokopchuk   | Nora Subschinski Christin Steuer        |
| 2013 | Rostock   | Yulia Koltunova Natalia Goncharova       | Tonia Couch Sarah Barrow                | Maria Kurjo Julia Stolle                |
| 2014 | Berlijn   | Jekaterina Petoechova Joelia Timosjinina | Maria Kurjo My Phan                     | Villő Kormos Zsófia Reisinger           |
| 2015 | Rostock   | Jekaterina Petoechova Joelia Timosjinina | Georgia Ward Robyn Birch                | Villő Kormos Zsófia Reisinger           |
| 2016 | Londen    | Maria Kurjo My Phan                      | Hanna Krasnosjlyk Vlada Tatsenko        | Villő Kormos Zsófia Reisinger           |
| 2017 | Kiev      | Ruby Bower Phoebe Banks                  | Valeriia Belova Joelia Timosjinina      | Valeriia Liulko Sofia Lyskoen           |
| 2018 | Glasgow   | Cheng Eden Lois Toulson                  | Jekaterina Beljajeva Joelia Timosjinina | Maria Kurjo Elena Wassen                |
| 2019 | Kiev      | Noemi Batki Chiara Pellacani             | Phoebe Banks Emily Martin               | Jekaterina Beljajeva Joelia Timosjinina |
| 2020 | Boedapest | Jekaterina Beljajeva Joelia Timosjinina  | Cheng Eden Lois Toulson                 | Ksenia Bajlo Sofia Lyskoen              |

| Medaillespiegel Tienmetertoren synchroon vrouwen | Medaillespiegel Tienmetertoren synchroon vrouwen | Medaillespiegel Tienmetertoren synchroon vrouwen | Medaillespiegel Tienmetertoren synchroon vrouwen | Medaillespiegel Tienmetertoren synchroon vrouwen | Medaillespiegel Tienmetertoren synchroon vrouwen |
| #                                                | Land                                             | Goud                                             | Zilver                                           | Brons                                            | Totaal                                           |
| ------------------------------------------------ | ------------------------------------------------ | ------------------------------------------------ | ------------------------------------------------ | ------------------------------------------------ | ------------------------------------------------ |
| 1                                                |                                                  |                                                  |                                                  |                                                  |                                                  |
| 2                                                |                                                  |                                                  |                                                  |                                                  |                                                  |
| 3                                                |                                                  |                                                  |                                                  |                                                  |                                                  |
| 4                                                |                                                  |                                                  |                                                  |                                                  |                                                  |
| 5                                                |                                                  |                                                  |                                                  |                                                  |                                                  |
| 6                                                |                                                  |                                                  |                                                  |                                                  |                                                  |
|                                                  |                                                  |                                                  |                                                  |                                                  |                                                  |
| 8                                                |                                                  |                                                  |                                                  |                                                  |                                                  |
| 9                                                |                                                  |                                                  |                                                  |                                                  |                                                  |
| 10                                               |                                                  |                                                  |                                                  |                                                  |                                                  |
|                                                  |                                                  |                                                  |                                                  |                                                  |                                                  |
|                                                  |                                                  |                                                  |                                                  |                                                  |                                                  |
| 13                                               |                                                  |                                                  |                                                  |                                                  |                                                  |
| Totaal                                           |                                                  |                                                  |                                                  |                                                  |                                                  |

## Gemengd

### Landenwedstrijd
| Jaar | Plaats    | Goud                                                                              | Zilver                                                                                   | Brons                                                                           |
| 2010 | Boedapest | Duitsland Sascha Klein Christin Steuer                                            | Rusland Ilja Zacharov Yulia Koltunova                                                    | Frankrijk Matthieu Rosset Claire Febvay                                         |
| 2011 | Turijn    | Rusland Ilja Zacharov Yulia Koltunova                                             | Frankrijk Matthieu Rosset Audrey Labeau                                                  | Oekraïne Oleksandr Gorsjkovozov Olena Fedorova                                  |
| 2012 | Eindhoven | Frankrijk Matthieu Rosset Audrey Labeau                                           | Oekraïne Oleksandr Bondar Olena Fedorova                                                 | Rusland Artem Chesakov Nadezjda Bazjina                                         |
| 2013 | Rostock   | Oekraïne Oleksandr Bondar Joelia Prokoptsjoek                                     | Duitsland Sascha Klein Tina Punzel                                                       | Rusland Evgeny Kuznetsov Yulia Koltunova                                        |
| 2014 | Berlijn   | Rusland Viktor Minibajev Nadezjda Bazjina                                         | Oekraïne Oleksandr Bondar Joelia Prokoptsjoek                                            | Duitsland Sascha Klein Tina Punzel                                              |
| 2015 | Rostock   | Rusland Viktor Minibajev Nadezjda Bazjina                                         | Duitsland Patrick Hausding Maria Kurjo                                                   | Oekraïne Illya Kvasha Joelia Prokoptsjoek                                       |
| 2016 | Londen    | Rusland Nadezjda Bazjina Viktor Minibajev                                         | Oekraïne Joelia Prokoptsjoek Oleksandr Gorsjkovozov                                      | Verenigd Koninkrijk Georgia Ward Matty Lee                                      |
| 2017 | Kiev      | Frankrijk Laura Marino Matthieu Rosset                                            | Oekraïne Viktoriya Kesar Oleksandr Gorsjkovozov                                          | Rusland Nadezjda Bazjina Viktor Minibajev                                       |
| 2018 | Glasgow   | Oekraïne Oleh Kolodiy Sofiya Lyskun                                               | Duitsland Lou Massenberg Maria Kurjo                                                     | Rusland Yulia Timoshinina Evgeny Kuznetsov                                      |
| 2019 | Kiev      | Duitsland Patrick Hausding Christina Wassen Tina Punzel Lou Massenberg            | Rusland Jekaterina Beljajeva Vitaliia Koroleva Viktor Minibajev Ilia Molchanov           | Verenigd Koninkrijk Eden Cheng Anthony Harding Noah Williams Katherine Torrance |
| 2020 | Boedapest | Rusland Kristina Ilinych Jevgeni Koeznetsov Jekaterina Beljajeva Viktor Minibajev | Italië Chiara Pellacani Andreas Sargent Larsen Sarah Jodoin di Maria Riccardo Giovannini | Duitsland Tina Punzel Patrick Hausding Christina Wassen Lou Massenberg          |

| Medaillespiegel landenwedstrijd gemengd | Medaillespiegel landenwedstrijd gemengd | Medaillespiegel landenwedstrijd gemengd | Medaillespiegel landenwedstrijd gemengd | Medaillespiegel landenwedstrijd gemengd | Medaillespiegel landenwedstrijd gemengd |
| #                                       | Land                                    | Goud                                    | Zilver                                  | Brons                                   | Totaal                                  |
| --------------------------------------- | --------------------------------------- | --------------------------------------- | --------------------------------------- | --------------------------------------- | --------------------------------------- |
| 1                                       | Rusland                                 | 5                                       | 2                                       | 4                                       | 11                                      |
| 2                                       | Oekraïne                                | 2                                       | 4                                       | 2                                       | 8                                       |
| 3                                       | Duitsland                               | 2                                       | 3                                       | 2                                       | 7                                       |
| 4                                       | Frankrijk                               | 2                                       | 1                                       | 1                                       | 4                                       |
| 5                                       | Italië                                  | 0                                       | 1                                       | 0                                       | 1                                       |
| 6                                       | Verenigd Koninkrijk                     | 0                                       | 0                                       | 2                                       | 2                                       |
| Totaal                                  | Totaal                                  | 11                                      | 11                                      | 11                                      | 33                                      |

### Driemeterplank synchroon
| Jaar | Plaats    | Goud                                 | Zilver                               | Brons                                |
| 2016 | Londen    | Grace Reid Tom Daley                 | Tania Cagnotto Maicol Verzotto       | Nadezjda Bazjina Nikita Sjleicher    |
| 2017 | Kiev      | Elena Bertocchi Maicol Verzotto      | Viktoriya Kesar Stanislav Oliferchyk | Tina Punzel Lou Massenberg           |
| 2018 | Glasgow   | Tina Punzel Lou Massenberg           | Grace Reid Ross Haslam               | Viktoriya Kesar Stanislav Oliferchyk |
| 2019 | Kiev      | Viktoriya Kesar Stanislav Oliferchyk | Tina Punzel Lou Massenberg           | Michelle Heimberg Jonathan Suckow    |
| 2020 | Boedapest | Chiara Pellacani Matteo Santoro      | Tina Punzel Lou Massenberg           | Vitalja Koroleva Ilja Moltsjanov     |

| Medaillespiegel Driemeterplank synchroon gemengd | Medaillespiegel Driemeterplank synchroon gemengd | Medaillespiegel Driemeterplank synchroon gemengd | Medaillespiegel Driemeterplank synchroon gemengd | Medaillespiegel Driemeterplank synchroon gemengd | Medaillespiegel Driemeterplank synchroon gemengd |
| #                                                | Land                                             | Goud                                             | Zilver                                           | Brons                                            | Totaal                                           |
| ------------------------------------------------ | ------------------------------------------------ | ------------------------------------------------ | ------------------------------------------------ | ------------------------------------------------ | ------------------------------------------------ |
| 1                                                | Italië                                           | 2                                                | 1                                                | 0                                                | 3                                                |
| 2                                                | Duitsland                                        | 1                                                | 2                                                | 1                                                | 4                                                |
| 3                                                | Oekraïne                                         | 1                                                | 1                                                | 1                                                | 3                                                |
| 4                                                | Verenigd Koninkrijk                              | 1                                                | 1                                                | 0                                                | 2                                                |
| 5                                                | Rusland                                          | 0                                                | 0                                                | 2                                                | 2                                                |
| 6                                                | Zwitserland                                      | 0                                                | 0                                                | 1                                                | 1                                                |
| Totaal                                           | Totaal                                           | 5                                                | 5                                                | 5                                                | 15                                               |

### Tienmeterplank synchroon
| Jaar | Plaats    | Goud                               | Zilver                                  | Brons                                 |
| 2016 | Londen    | Joelia Prokoptsjoek Maksym Dolgov  | Georgia Ward Matthew Lee                | Yulia Timoshinina Nikita Shleikher    |
| 2017 | Kiev      | Lois Toulson Matthew Lee           | Yulia Timoshinina Viktor Minibajev      | Noemi Batki Maicol Verzotto           |
| 2018 | Glasgow   | Yulia Timoshinina Nikita Shleikher | Lois Toulson Matthew Lee                | Christina Wassen Florian Fandler      |
| 2019 | Kiev      | Ekaterina Beliaeva Viktor Minibaev | Noah Williams Eden Cheng                | Christina Wassen Florian Fandler      |
| 2020 | Boedapest | Ksenia Bajlo Oleksij Sereda        | Noah Williams Andrea Spendolini-Sirieix | Jekaterina Beljajeva Viktor Minibajev |

| Medaillespiegel \|Tienmeterplank synchroon gemengd | Medaillespiegel \|Tienmeterplank synchroon gemengd | Medaillespiegel \|Tienmeterplank synchroon gemengd | Medaillespiegel \|Tienmeterplank synchroon gemengd | Medaillespiegel \|Tienmeterplank synchroon gemengd | Medaillespiegel \|Tienmeterplank synchroon gemengd |
| #                                                  | Land                                               | Goud                                               | Zilver                                             | Brons                                              | Totaal                                             |
| -------------------------------------------------- | -------------------------------------------------- | -------------------------------------------------- | -------------------------------------------------- | -------------------------------------------------- | -------------------------------------------------- |
| 1                                                  | Rusland                                            | 2                                                  | 1                                                  | 2                                                  | 5                                                  |
| 2                                                  | Oekraïne                                           | 2                                                  | 0                                                  | 0                                                  | 2                                                  |
| 3                                                  | Verenigd Koninkrijk                                | 1                                                  | 4                                                  | 0                                                  | 5                                                  |
| 4                                                  | Duitsland                                          | 0                                                  | 0                                                  | 2                                                  | 2                                                  |
| 5                                                  | Italië                                             | 0                                                  | 0                                                  | 1                                                  | 1                                                  |
| Totaal                                             | Totaal                                             | 5                                                  | 5                                                  | 5                                                  | 15                                                 |

## Medaillespiegel
Inclusief schoonspringen op de Europese kampioenschappen zwemsporten
| Plaats | Land                | Goud | Zilver | Brons | Totaal |
| 1      | Rusland             | 97   | 91     | 67    | 255    |
| 2      | Duitsland           | 78   | 89     | 69    | 236    |
| 3      | Italië              | 32   | 19     | 26    | 77     |
| 4      | Oekraïne            | 28   | 28     | 44    | 100    |
| 5      | Verenigd Koninkrijk | 19   | 18     | 25    | 62     |
| 6      | Frankrijk           | 11   | 8      | 12    | 31     |
| 7      | Zweden              | 8    | 14     | 7     | 29     |
| 8      | Nederland           | 5    | 2      | 3     | 10     |
| 9      | Oostenrijk          | 4    | 6      | 5     | 15     |
| 10     | Finland             | 2    | 2      | 4     | 8      |
| 11     | Denemarken          | 2    | 0      | 4     | 6      |
| 12     | Hongarije           | 1    | 5      | 8     | 14     |
| 13     | Spanje              | 1    | 4      | 4     | 9      |
| 14     | Tsjecho-Slowakije   | 1    | 1      | 2     | 4      |
| 15     | Bulgarije           | 1    | 1      | 0     | 2      |
| 16     | Wit-Rusland         | 0    | 2      | 6     | 8      |
| 17     | Zwitserland         | 0    | 1      | 1     | 2      |
| 18     | Armenië             | 0    | 0      | 1     | 1      |
| 18     | Polen               | 0    | 0      | 1     | 1      |
| Totaal | Totaal              | 290  | 291    | 289   | 870    |

Bijgewerkt t/m EK 2019
Enkel de aparte Europese kampioenschappen schoonspringen
| Plaats | Land                | Goud | Zilver | Brons | Totaal |
| 1      | Rusland             | 23   | 26     | 14    | 63     |
| 2      | Italië              | 14   | 3      | 6     | 23     |
| 3      | Oekraïne            | 13   | 13     | 15    | 41     |
| 4      | Duitsland           | 10   | 18     | 16    | 44     |
| 5      | Frankrijk           | 4    | 3      | 3     | 10     |
| 6      | Verenigd Koninkrijk | 3    | 4      | 10    | 17     |
| 7      | Nederland           | 1    | 1      | 1     | 3      |
| 8      | Zweden              | 1    | 0      | 1     | 2      |
| 9      | Zwitserland         | 0    | 1      | 1     | 2      |
| 10     | Wit-Rusland         | 0    | 0      | 1     | 1      |
| 10     | Hongarije           | 0    | 0      | 1     | 1      |
| Totaal | Totaal              | 69   | 69     | 69    | 207    |

Bijgewerkt t/m EK 2019